# Pavel Nerad
Pavel Nerad (1920 – Praga, 10 marzo 1976) è stato un cestista cecoslovacco.

## Carriera
Vinse la medaglia d'oro ai Campionati europei del 1946.